# Alina Aleksandrowicz-Ulrich
Alina Aleksandrowicz-Ulrich (ur. 13 kwietnia 1931 w Borunach k. Wilna, zm. 27 stycznia 2025 w Lublinie) – polska filolog, profesor doktor habilitowana, badacz literatury Oświecenia, prodziekan Wydziału Humanistycznego Uniwersytetu Marii Curie-Skłodowskiej ds. dydaktycznych.

## Życiorys
Była córką Michała Aleksandrowicza i Stefanii, z d. Wasilewskiej. Po II wojnie światowej zamieszkała w Drawsku Pomorskim, tam ukończyła liceum ogólnokształcące. Od 1950 r. studiowała polonistykę, początkowo na Katolickim Uniwersytecie Lubelskim, gdzie w 1953 r. ukończyła studia I stopnia, od 1953 r. na Uniwersytecie Warszawskim, gdzie ukończyła studia magisterskie. Po ukończeniu studiów w 1955 r. została pracownikiem Uniwersytetu Marii Curie-Skłodowskiej w Lublinie jako asystent w Katedrze Historii Literatury Polskiej. W 1962 r. obroniła pracę doktorską „Adam Naruszewicz jako satyryk. (Wybrane zagadnienia)” napisaną pod kierunkiem Janiny Garbaczowskiej. Następnie została adiunktem w Katedrze Historii Literatury II UMCS. W latach 1969–1978 była prodziekanem ds. dydaktycznych Wydziału Humanistycznego UMCS, od 1972 r. kierowała Zakładem Historii Literatury Polskiej, stworzyła tam zespół badawczy, zajmujący się literaturą przełomu oświecenia i romantyzmu oraz folklorystyką literacką. W 1975 r. otrzymała stopień doktora habilitowanego na podstawie pracy „Nieznana twórczość Marii Wirtemberskiej”, za którą otrzymała także nagrodę Ministra Nauki, Szkolnictwa Wyższego i Techniki II stopnia. W 1980 r. uzyskała tytuł profesora nadzwyczajnego. Od tego roku sprawowała funkcję redaktora naukowego Sekcji Filologicznej „Annales UMCS”. W 1992 r. uzyskała stanowisko profesora zwyczajnego. 
Wypromowała ponad 400 magistrów i 15 doktorów. W 2001 r. przeszła na emeryturę.

## Twórczość
Aleksandrowicz przez lata rozwijała swój warsztat badawczy. Jego podstawy kształtowała pod wpływem przewodników z okresu studiów uniwersyteckich, a później także współpracowników (prof. Ireny Sławińskiej, prof. Czesława Zgorzelskiego, prof. Zofii Szmydtowej, głównie zaś prof. Zdzisława Libery). Do rozpoznawalnych cech tego warsztatu należała orientacja tekstologiczna, polegająca na rozpoznaniu zarówno samego tekstu dzieła, jak i jego zawartości semantycznej, wariantywnej w zależności od podstawy źródłowej. Cechą wyróżniającą prowadzone przez nią badania był także hermeneutycznie traktowany historyzm, przejawiający się w szczegółowej rekonstrukcji kontekstów dziejowych i kulturowych implikowanych przez tekst dzieła literackiego, a jednocześnie będących jego naturalnym przedłużeniem i rozwinięciem. Takie nastawienie badawcze zaowocowało w połowie lat siedemdziesiątych XX w. m.in. nowatorskim podówczas, a dziś dobrze zadomowionym w humanistyce, ujmowaniem rezultatów twórczej działalności człowieka jako tekstów kultury.
Terenem jej badawczych eksploracji była literatura i kultura czasów oświecenia i preromantyzmu, a także współczesna folklorystyka literacka i nieprofesjonalna twórczość poetycką. Debiutancka monografia Twórczość satyryczna Adama Naruszewicza (1964) weszła na stałe do kanonu literatury przedmiotu. Wiele uwagi poświęciła fenomenowi twórczych inicjatyw i osiągnięć puławskiego środowiska książąt Czartoryskich, szczególnie księżnej Izabeli Czartoryskiej i skupionych wokół niej literatów (m.in. Nieznana „podróż sentymentalna” Marii Wirtemberskiej – 1968, L’Hôtel de Rambouillet polonais – 1976, Z kręgu Marii Wirtemberskiej – 1978 (dwutomowa antologia), Puławski historyzm i preromantyzm – 1987, Izabela Czartoryska. Polskość i europejskość – 1998, Ignacy Krasicki w sybillińskim panteonie – 2002, Różne drogi do wolności. Puławy Czartoryskich na przełomie XVIII i XIX wieku – 2011. Działem badawczym tematycznie odrębnym jest twórczość współczesnych poetów ludowych (m.in. Literatura ludowa Ziemi Chełmskiej – 1961, Pisarstwo ludowe w Polsce – 1981, Niektóre refleksje na temat wartości folkloru – 2000) oraz refleksja o cierpieniu, chorobie, życiu i śmierci, zapisywana przez lekarza, kapelana szpitalnego, pacjenta (W misterium dziecięcego cierpienia. O poezji ks. Lucjana Szczepaniaka – 2002, Liryczne impresje Aliny Jahołkowskiej – 2011). Gromadzone i archiwizowane przez Aleksandrowicz i kierowany przez nią zespół utwory poetów ludowych i twórców-nieprofesjonalistów poszerzyły repertuar ogólnodostępnej poezji amatorskiej (Wieś tworząca. Antologia współczesnej poezji chłopskiej Lubelszczyzny – 1962, Chłopski znak (1969 - ze Zbigniewem J. Hirszem) oraz Jan Pocek Poezje – 1980, wyd. 2 poszerz. – 1984).

## Pełnione funkcje
W latach 1981–1989 i 1997-1999 była członkiem Komitetu Nauk o Literaturze PAN. Jest członkiem Lubelskiego Towarzystwa Naukowego. Współpracowała ze Stowarzyszeniem Twórców Ludowych, jest honorowym członkiem rady naukowej STL.
Od 1956 r. była członkiem PZPR, w tym samym roku została członkiem redakcji pisma Pod wiatr. W latach 1980–2001 była redaktorem naukowym sekcji filologicznej „Annales UMCS” (Philologiae)

## Wyróżnienia
Za swoją pracę została wielokrotnie wyróżniona nagrodami ministerialnymi, odznaczeniami państwowymi i resortowymi. W 1971 r. została odznaczona Złotym Krzyżem Zasługi, w 1980 r. Krzyżem Kawalerskim, w 2003 r. Krzyżem Oficerskim Orderu Odrodzenia PolskiW 1976 r. otrzymała Medal Komisji Edukacji Narodowej, w 1982 r. odznakę „Zasłużony Nauczyciel Polskiej Rzeczypospolitej Ludowej”, a w 2001 r. odznakę „Zasłużony Działacz Kultury”). Nadano jej także tytuł Honorowego Obywatela Miasta Puławy.

## Najważniejsze publikacje
- Literatura ludowa Ziemi Chełmskiej  (1961)
- Nieznana „podróż sentymentalna” Marii Wirtemberskiej (1968)
- Tradycyjne i współczesne wątki w pisarstwie ludowym (1974)
- L’Hôtel de Rambouillet polonais (1976)
- Niektóre zdarzenia, myśli i uczucia doznane za granicą (1978)
- Z kręgu Marii Wirtemberskiej. Antologia (1978)
- Z kręgu Marii Wirtemberskiej (1978)
- Jan Pocek. Poezje. Świat poetycki ludowego twórcy (1980)
- Pisarstwo ludowe w Polsce (1981)
- Puławski historyzm i preromantyzm (1987)
- „Puławskie” aspekty Sejmu Wielkiego (1992)
- Izabela Czartoryska. Polskość i europejskość (1998)
- Niektóre refleksje na temat wartości folkloru (2000)
- Ignacy Krasicki w sybillińskim panteonie (2002)
- W misterium dziecięcego cierpienia. O poezji ks. Lucjana Szczepaniaka (2002)
- Różne drogi do wolności. Puławy Czartoryskich na przełomie XVIII i XIX wieku (2011)
- Liryczne impresje Aliny Jahołkowskiej (2011)
- Opisy niektórych pamiątek zachowanych w Świątyni Sybilli w Puławach. Patriotyczny etos Świątyni Sybilli (2013)

Źródło: